# Gnathia teruyukiae
Gnathia teruyukiae is een pissebed uit de familie Gnathiidae. De wetenschappelijke naam van de soort is voor het eerst geldig gepubliceerd in 2011 door Ota, Y.